# Монне, Жан
Жан Оме́р Мари́ Габрие́ль Монне́ (фр. Jean Omer Marie Gabriel Monnet; 9 ноября 1888, Коньяк, Шаранта, Франция — 16 марта 1979, Париж, Франция) — французский предприниматель и государственный деятель.
Он считается одним из отцов-основателей Европейского союза, его называют «отцом Европы».

## Биография
Жан Монне происходит из династии французских виноторговцев, занимавшихся продажей коньяка. Несколько лет он провёл в Лондоне и США.
Во время Первой мировой войны Монне занимался закупками товаров и вопросами логистики в англо-французской службе по координации снабжения союзников в Лондоне.
С 1920 по 1923 год был заместителем генерального секретаря Лиги Наций, но затем отошёл от политической жизни и ушёл в семейный бизнес.
В 1939 году Монне вновь инициировал сотрудничество между Францией и Великобританией в преддверии надвигающейся войны с фашистской Германией, постаравшись на основе личного опыта времён Первой мировой войны убедить французов, англичан и американцев в необходимости координировать деятельность по снабжению армий. В результате этой деятельности он был назначен на должность председателя координационного Франко-Английского комитета в Лондоне.
1940—1943 годы Монне провёл в США по поручению Великобритании, разрабатывая план перестройки мирной экономики США на военный лад.
В 1943—1944 годах входил в состав Французского комитета национального освобождения.
В 1946—1950 годах Монне являлся руководителем французской генеральной комиссии по планированию и разрабатывал программы модернизации французской экономики. В это время у него возникла идея привлечь в западноевропейскую горнодобывающую промышленность бывшего врага — Германию. Выход, предложенный Монне, состоял в создании международной организации, которая поставила бы под свой контроль всё европейское производство угля и стали. Тем самым, с одной стороны, будет обеспечен общий рынок этих товаров, что станет способствовать хозяйственному возрождению Европы, а с другой — ни одно государство не сможет тайно использовать эти ресурсы для военных целей.

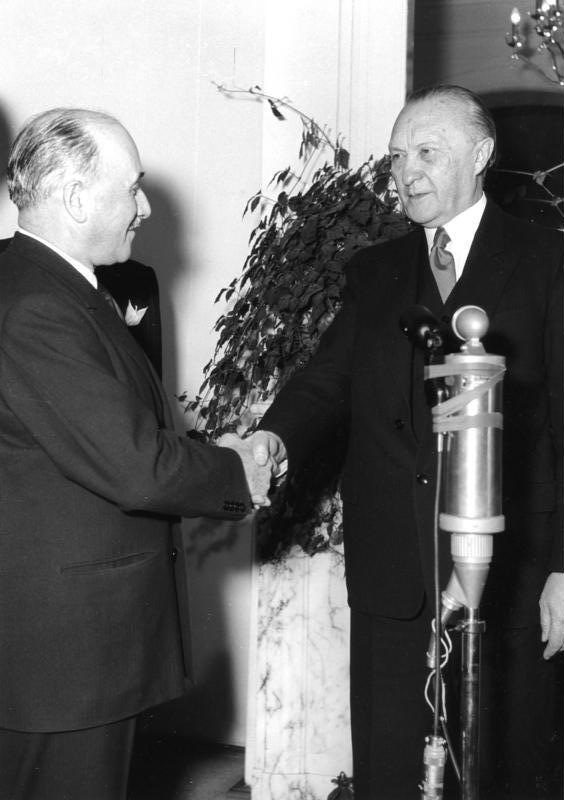
Бонн, 1953 год. Встреча Монне и Аденауэра

После получения согласия от канцлера ФРГ Конрада Адэнауера министр иностранных дел Франции Робер Шуман озвучил идею Монне, ставшую известной позже как «план Шумана», в правительственном заявлении от 9 мая 1950 года.
Монне стал первым председателем созданного при участии нескольких стран «Европейского объединения угля и стали» (ECSC, рус. сокр. ЕОУС).
ЕОУС начало свою работу в Люксембурге 10 августа 1952 года и стало предшественником Европейской комиссии.
В 1955 году после выхода на пенсию и провала его идеи создания Европейского союза обороны (EDC) Монне основал Действительный комитет Соединённых Штатов Европы. Этот комитет, поддержанный рядом политических партий и профсоюзами, стал движущей силой формирования союза европейских государств, включая создание Общего рынка, общеевропейской денежно-кредитной системы, Совета Европы, британское членство в Сообществе, выборы в Европейский Парламент на основе всеобщего избирательного права.
Только в 1975 году в возрасте 87 лет он полностью ушёл на покой, занявшись написанием мемуаров, известных российскому читателю под названием «Реальность и политика».

## Награды
На протяжении своей жизни Жан Монне неоднократно был отмечен различными наградами. 2 апреля 1976 года он был объявлен первым почётным гражданином Европы, звание, которого после Монне был удостоен только Гельмут Коль.
После смерти Монне в 1979 году решением Национального Собрания Франции его останки были перенесены в парижский Пантеон. 
Изображен на бельгийской почтовой марке 1988 года.

## Программа Жана Монне
Европейский совет университетов учредил программу грантов имени Жана Монне университетам и преподавателям всех стран мира для обучения и исследований в сфере европейской интеграции. Отбор проектов на получение гранда проводится посредством ежегодных конкурсов от имени Европейской комиссии по вопросам образования и культуры.

## Сочинения
- Реальность и политика : Мемуары / Пер. с фр. В. Божовича. — М. : Моск. шк. полит. исслед., 2000. — 662 с. — (Культура, политика, философия / Моск. шк. полит. исслед.) — ISBN 5-93895-009-0